# 白雲賓館
白云宾馆（俗称“32层”）位于中华人民共和国广东省广州市越秀区环市东路367号，在1976年6月建成开业，現為廣州十大五星級酒店之一，在2003年由三星升格為四星，並在其後引入汇聚世界顶级品牌的丽柏广场，再度成为世人争睹的时尚焦点。2005年更加盟全球最大酒店集团 —— 美国最佳西方国际集团。白云宾馆其後數年間投資數億更新及改造賓館，並将服务和设施全线升级，升格为五星级酒店。
白雲賓館占地面积2.6万平方米，建筑面积5.91万平方米，主楼33层，高117.05米（含天线，建筑93.5米），曾在1976年为当时中国大陆最高建筑。

## 設施
客房約721间，全部房間均設免費寬帶上網。
設有各式各樣的餐厅供客人選擇，另有酒吧、歌舞厅、健身美容中心、会议厅、商务中心、冲印服务中心、邮政局、银行各種配套設備等。